# Tommy Flanagan (hudebník)
Tommy Flanagan (16. března 1930 Detroit, Michigan, USA – 16. listopadu 2001 New York City, New York, USA) byl americký jazzový klavírista a hudební skladatel. Na klavír začal hrát ve svých pěti letech. Své první album nazvané Overseas vydal se svým triem, ve kterém s ním hrál bubeník Elvin Jones a kontrabasista Wilbur Little, v roce 1957. několik let působil ve skupině zpěvačky Ella Fitzgeraldové a hrál i na jejích albech. Mimo ni spolupracoval s mnoha dalšími hudebníky, mezi které patří Kenny Burrell, Wes Montgomery, Milt Jackson, John Coltrane, Dizzy Gillespie a spolupracoval také s Georgem Mrazem. Čtyřikrát byl nominován na cenu Grammy a v roce 1996 získal ocenění NEA Jazz Masters.